# السياسة الاقتصادية لإدارة دونالد ترامب
اتسمت السياسة الاقتصادية لإدارة دونالد ترمب بالتخفيضات الضريبية على الأفراد والشركات، ومحاولات إلغاء قانون الرعاية الصحية الأمريكي («أوباما كير»)، والحمائية التجارية، وتقييد الهجرة، وإلغاء القيود التنظيمية التي تركز على قطاعي الطاقة والمال، والاستجابات لجائحة فيروس كورونا في الولايات المتحدة.
خفَّض ترمب الضرائب الفيدرالية وزاد من الإنفاق الفيدرالي خلال فترة ولايته، وأدى كلاهما إلى زيادة كبيرة في عجز الميزانية الفيدرالية والدين الوطني. استمر الوضع الاقتصادي الإيجابي الذي ورثه من إدارة أوباما، في ظل امتلاء سوق العمل بالموظفين واستمرار ارتفاع مقاييس دخل الأسرة وثروتها إلى مستوى قياسي. كما نفذ ترمب الحمائية التجارية من خلال الرسوم الجمركية، ونفذها على الواردات الصينية بادئ الأمر. ارتفع عدد الأمريكيين خارج التأمين الصحي بمقدار 4.6 مليون (16٪) خلال السنوات الثلاث الأولى لولاية ترمب. في حين كان من المتوقع أن تؤدي تخفيضاته الضريبية إلى تفاقم تفاوت الدخل في الولايات المتحدة.
تولى ترمب منصبه في ذروة أطول توسع اقتصادي في التاريخ الأمريكي. انتهى التوسع الاقتصادي الذي دام 128 شهرًا (10.7 أعوام) الذي كان قد بدأ في يونيو 2009 فجأة عند ذروته في فبراير 2020، مع دخول الولايات المتحدة في حالة ركود بسبب جائحة كوفيد-19. بلغ معدل البطالة في الولايات المتحدة، الذي وصل إلى أدنى مستوى له منذ 50 عامًا (3.5٪) في فبراير 2020، أعلى مستوى له منذ 90 عامًا (14.7٪) بعد شهرين فقط، وهو ما يتوافق مع مستويات الكساد الكبير. وقَّع ترمب، ردًا على ذلك، على قانون المساعدة والإغاثة والأمن الاقتصادي لمكافحة فيروس كورونا (قانون كيرز) بقيمة 2 تريليون دولار في 27 مارس 2020، ما ساعد في الحفاظ على دخل الأسرة ومدخراتها خلال الأزمة، لكنه أسهم في عجز الميزانية بقيمة 3.1 تريليون دولار (14.9٪ من الناتج المحلي الإجمالي) لعام 2020. عُدت السنة المالية 2020، الأكبر منذ عام 1945 نسبة إلى حجم الاقتصاد. ترك ترمب منصبه بعد تقليص الوظائف الشاغرة بمقدار 3 ملايين وظيفة مما كانت عليه عندما تولى منصبه، ما جعل ترمب الرئيس الأمريكي الحديث الوحيد الذي ترك منصبه في ظل قوة عاملة أقل. أخطأ ترمب طوال فترة رئاسته، في وصف الاقتصاد بأنه الأفضل في التاريخ الأمريكي.
على الرغم من قول ترمب خلال حملة 2016 إنه سيقضي على الدين الوطني في ثماني سنوات، فقد وافق كرئيس على زيادات كبيرة في الإنفاق الحكومي، فضلًا عن التخفيضات الضريبية لعام 2017. ارتفع عجز الموازنة الفيدرالية نتيجة لذلك بنسبة 50% تقريبًا، ليصل إلى ما يقرب من 1 تريليون دولار (~ 1.05 تريليون دولار في عام 2021) في عام 2019. ارتفع الدين العام للولايات المتحدة في عهد ترمب بنسبة 39%، ليصل إلى 27.75 تريليون دولار بحلول نهاية فترة ولايته؛ كما وصلت نسبة الدين العام إلى الناتج المحلي الإجمالي في الولايات المتحدة إلى أعلى مستوياتها بعد الحرب العالمية الثانية. تشير التحليلات إلى أن الاقتصاد كان سينمو بلا أي تدخل من إدارة ترمب.

## الاستراتيجية الاقتصادية
حوت مواقف السياسة الاقتصادية لرئيس الولايات المتحدة دونالد ترمب قبل انتخابه عناصر من مختلف ألوان الطيف السياسي. أشارت أفعاله مع ذلك، بمجرد وصوله إلى منصبه، إلى تحول سياسي يميني نحو سياسات اقتصادية أكثر تحفظًا.
اقترح ترمب، المرشح آنذاك، تخفيضات كبيرة على ضريبة الدخل وإلغاء القيود التنظيمية بما يتوافق مع سياسات المحافظين (الحزب الجمهوري) قبل الانتخابات، إلى جانب الاستثمار الكبير في البنية التحتية وحماية امتيازات كبار السن، التي تُعد عادة سياسات ليبرالية (الحزب الديمقراطي). أما عن سياساته المناهضة للعولمة المتمثلة في الحمائية التجارية والحد من الهجرة فتخطت التوجهات الحزبية. يمكن النظر إلى هذا المزيج من المواقف السياسية من كلا الحزبين بصفته «شعبويًا» ومن المحتمل أنه نجح في تغيير توجهات بعض ناخبي أوباما في عام 2012 الذين أصبحوا ناخبين لترمب في عام 2016.
عرض مقترح ميزانية ترمب الفيدرالي للسنة المالية 2018 (الذي قُدِم إلى الكونغرس في يناير 2017) تخفيضًا بقيمة 1.9 تريليون دولار في الإنفاق على الرعاية الصحية، تحديدًا من خلال تقليص النفقات على برامج ميديكايد؛ كما اقترح تخفيضًا بقيمة 1.9 تريليون دولار في الإنفاق التقديري غير الدفاعي والإنفاق الدفاعي على «عمليات الطوارئ في الخارج» (في أفغانستان وغيرها)؛ واقتراحات متنوعة لتقليل الإيرادات بقيمة 894 مليار دولار (أو 2%) من 2018 إلى عام 2027؛ وتقليل الإنفاق على برامج ضمان الدخل بقيمة 238 مليار دولار خلال العشر سنوات القادمة؛ وإنفاق 200 مليار دولار خلال العشر سنوات القادمة على برامج بنية تحتية غير محددة.
كتب الصحفي ماثيو يجليسياس في ديسمبر 2017 أنه رغم إبداء ترمب علامات الشعبوية أثناء حملته، فقد اتسق جزء كبير من برنامجه الاقتصادي بعد الانتخابات مع سياسات اليمين المتشدد: «شكَّلت إعادة تعريف ترمب لنفسه بصفته مؤيدًا لسياسات اليمين المتطرف القرار الاستراتيجي الرئيسي لفترته». افترض يجليسياس أن هذا كان اتفاقًا لتقليل رقابة الكونغرس على السلطة التنفيذية. أعرب الاقتصادي بول كروغمان عن وجهة نظر مماثلة في فبراير 2020، مشيرًا إلى أن وعود ترمب الأولية ببرنامج اقتصادي وسطيّ (مثل رفع الضرائب على الأثرياء والاستثمار في البنية التحتية والحفاظ على برامج شبكة الأمان) أفسحت المجال أمام التحول نحو أولويات السياسة الجمهورية التقليدية من خفض الضرائب وتقليل الإنفاق على شبكة الأمان، لكن من دون مخاوف متعلقة بعجز الميزانية كتلك التي أعرب عنها الجمهوريون خلال فترة أوباما.
سعى ترمب أيضًا إلى الاستعانة بالاحتياطي الفيدرالي الأمريكي في دعم محاولاته لتحفيز الاقتصاد. أشار مسؤولو الاحتياطي أول الأمر في ديسمبر 2016 إلى إمكانية التصدي للتحفيز المالي (المتمثل في خفض الضرائب وزيادة الإنفاق الحكومي) في اقتصاد يقترب بالفعل من الاكتفاء الوظيفي وينمو بوتيرة قريبة من الحد الأقصى المستدام الخاص به أي بنسبة 2% تقريبًا، عن طريق تشديد السياسة النقدية (مثل رفع أسعار الفائدة) لتجنب مخاطر التضخم. كما قال رئيس الاحتياطي السابق، «وظيفة الاحتياطي هي سحب كاسات الشراب بمجرد اكتظاظ الحفل». خفض الاحتياطي الفيدرالي مع ذلك، الفائدة عدة مرات في عام 2019، بعد رفعها على مدى عام 2018 مشيرًا إلى القضايا ذات الصلة من تباطؤ الاقتصاد العالمي وسياسات ترمب التجارية. غالبًا ما انتقد الرئيس ترمب الاحتياطي الفيدرالي لرفع أسعار الفائدة خلال فترة ولايته، على الرغم من أنه انتقد الاحتياطي أيضًا للإبقاء على أسعار الفائدة منخفضة خلال فترة أوباما.